# Ел Тереро (Матаморос)
Ел Тереро (шп. El Terrero) насеље је у Мексику у савезној држави Чивава у општини Матаморос. Насеље се налази на надморској висини од 1780 м.

## Становништво
Према подацима из 2010. године у насељу је живело 14 становника.

### Хронологија
| Година       | 2000       | 2005        | 2010 |
| ------------ | ---------- | ----------- | ---- |
| Становништво | 10 (6 / 4) | 15 (10 / 5) | 14   |

### Попис
| # | Индикатор                     | Вредност |
| - | ----------------------------- | -------- |
| 1 | Укупно домаћинстава           | 4        |
| 2 | Укупно насељених домаћинстава | 2        |
| 3 | Величина локације             | 1        |